# Na zawsze (singel Dawida Kwiatkowskiego)
Na zawsze – drugi singel polskiego piosenkarza Dawida Kwiatkowskiego z jego debiutanckiego albumu studyjnego 9893. Wydany został 15 października 2013 roku przez wytwórnię płytową My Music. Do utworu zrealizowano teledysk, w którym wystąpiła modelka Aleksandra Szczęsna. Autorką tekstu oraz kompozytorką piosenki jest Ewelina Lisowska.

## Lista utworów i formaty singla
Opracowano na podstawie materiału źródłowego.
- digital download

1. "Na zawsze" – 3:55